# Ditrichum divaricatum
Ditrichum divaricatum är en bladmossart som beskrevs av Mitten 1891. Ditrichum divaricatum ingår i släktet grusmossor, och familjen Ditrichaceae. Inga underarter finns listade i Catalogue of Life.